# Parasite (journal)
Parasite (abrégé en Parasite) est une revue scientifique à comité de lecture spécialisée dans la recherche en parasitologie. 

La revue est intégralement en libre accès depuis 2013. Toutes les archives de la revue, plus de 1000 articles publiés de 1994 à 2012 ont été mises en libre accès. 

Tous les articles depuis 2011 sont aussi intégralement disponibles dans PubMedCentral.

Parasite appartient à la Société Française de Parasitologie, fondée en 1960, et est publié par EDP Sciences depuis 2013. C'est la seule revue française dans le domaine de la parasitologie

Les articles sont publiés en anglais avec un résumé en français. 

D'après le Journal Citation Reports (2021), le facteur d'impact de cette revue scientifique était 3,000 en 2020.

## Ligne éditoriale
Parasite est une revue scientifique à comité de lecture  publiant des articles sur tous les aspects de la parasitologie humaine et animale, sous forme de synthèses, articles de recherche et notes brèves. Les disciplines couvertes englobent: la parasitologie générale, médicale et vétérinaire; la morphologie des parasites, y compris leur ultrastructure; la systématique des parasites, y compris entomologie médicale, acarologie, helminthologie et protistologie et les analyses moléculaires correspondantes; la biologie moléculaire et la biochimie des parasites; l'immunologie des maladies parasitaires; les relations hôtes-parasites; l'écologie et les cycles vitaux des parasites; l'épidémiologie; la thérapeutique; les nouveaux outils de diagnostic. L'éthique concernant les expérimentations animales, les études médicales et les pratiques de publication scientifique doit suivre les recommandations de COPE .

## Histoire

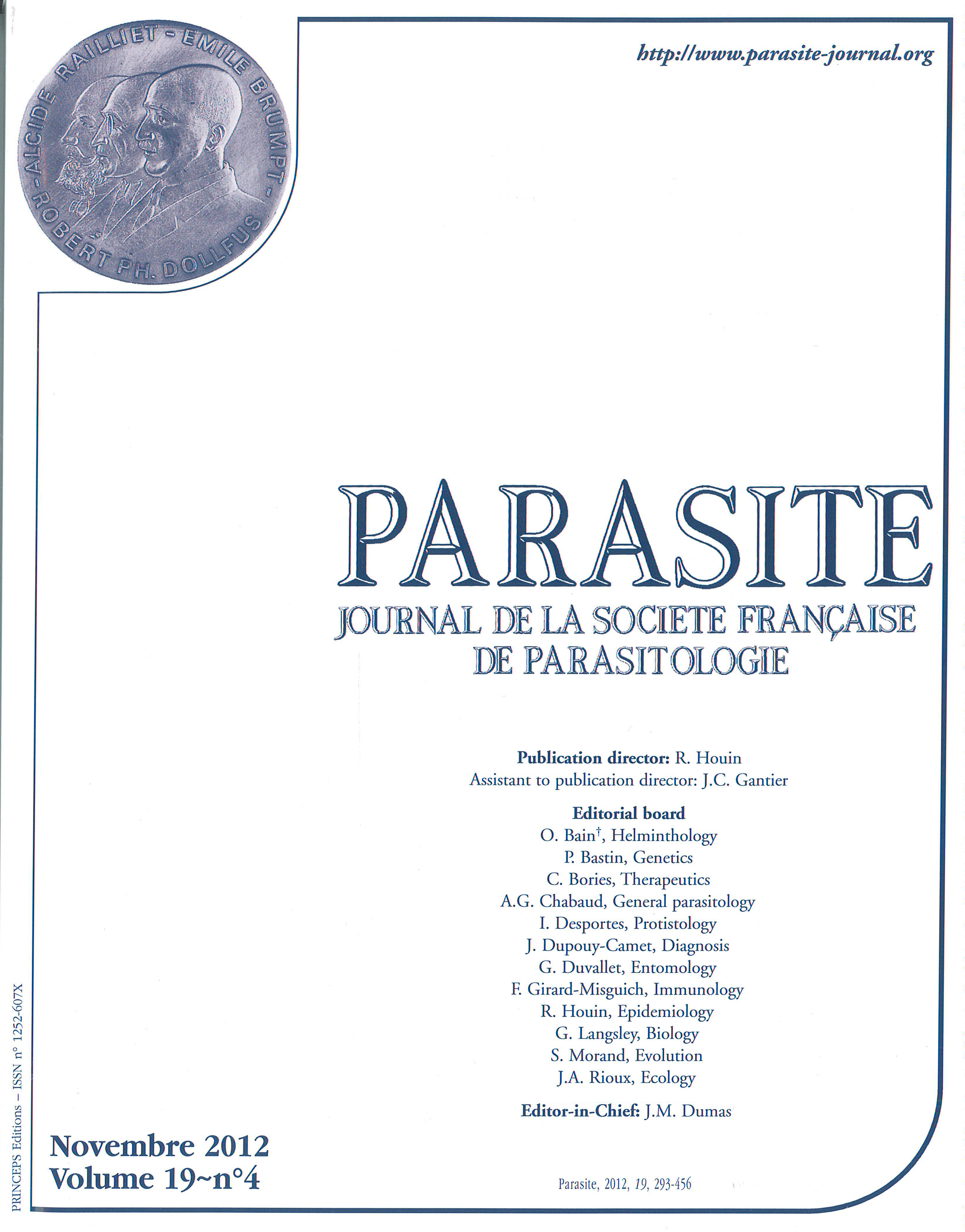
Couverture 1994-2012

Parasite (version actuelle en libre-accès, commençant au volume 20), publié par EDP Sciences a pris la suite de:
- Parasite (version papier et en ligne) 1994-2012 publié par Princeps Éditions (volumes 1 à 19, 1 volume de 4 fascicules par an) parfois désigné sous le titre Parasite - Journal de la Société Française de Parasitologie (abrégé en Parasite - J. Soc. Fr. Parasitol.), qui était la suite de:

- Annales de Parasitologie Humaine et Comparée (abrégé en Ann. Parasitol. Hum. Comp.) (version papier uniquement) publié par Masson 1923-1993

- Dans PubMed, Parasite est indexé sous le nom Parasite (Paris, France)

## Indexation
Parasite est indexé dans:
- en:The Zoological Record

## Images en libre accès

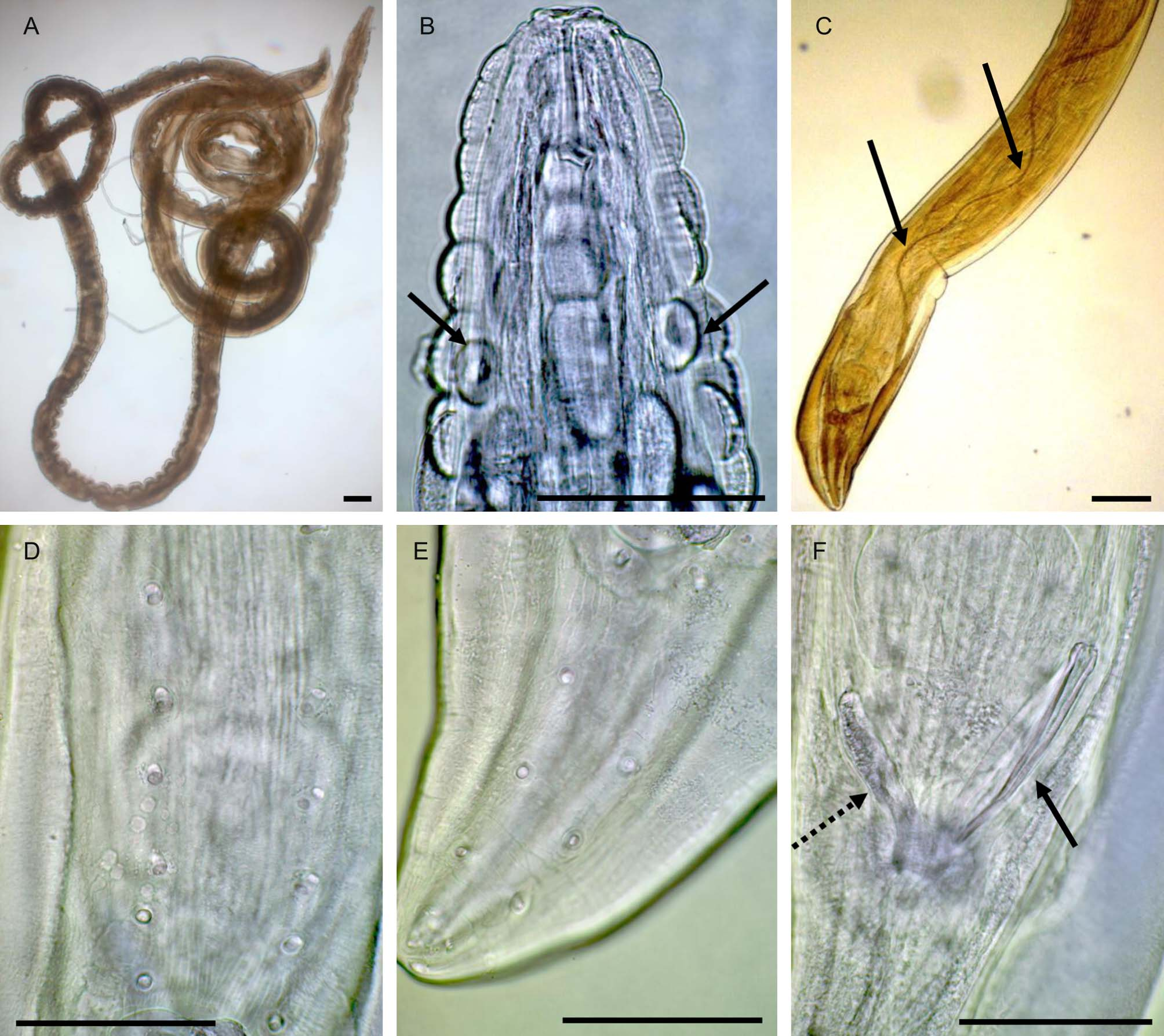
Exemple d'image en libre-accès publiée dans Parasite.
[http://commons.wikimedia.org/wiki/category:Media_from_Parasite_(journal) Autres images

Comme les articles publiés dans Parasite après 2013 sont en libre accès sous licence Creative Commons, toutes les images peuvent être utilisées librement dans Wikipedia.